# Tungviktarna
Tungviktarna (originaltitel: Heavyweights) är en amerikansk långfilm från år 1995 i regi av Steven Brill.

## Handling
Gerry är 11 år och överviktig. Hans föräldrar oroar sig för hans hälsa och bestämmer sig för att skicka honom till Camp Hope, ett läger där överviktiga pojkar får hjälp att komma i form. När Gerry kommer till lägret får han reda på att Harvey och Alice Bushkin, som driver lägret, har ansökt om konkurs och tvingats sälja lägret. Sen tar den nye ägaren, Tony Perkins, över och hans plan är att barnen ska förlora så mycket vikt som möjligt samtidigt som han med hjälp av ett kamerateam ska dokumentera det hela. Gerry tar hjälp av Pat Finley, som jobbar på lägret, och tillsammans bestämmer de sig för att försöka stoppa Tony.

## Rollista i urval
- Ben Stiller - Tony Perkins
- Aaron Schwartz - Gerry
- Tom McGowan - Pat Finley
- Shaun Weiss - Josh
- Kenan Thompson - Roy
- Tim Blake Nelson - Roger Johnson
- Leah Lail - Julie